# Gloria Dickson
Gloria Dickson (nacida Thais Alalia Dickerson; Pocatello, Ohio; 13 de agosto de 1917 – Los Ángeles, California; 10 de abril de 1945) fue una actriz de cine y teatro estadounidense de las décadas de 1930 y 1940.

## Primeros años
Nacida en Pocatello, Idaho, Dickson era hija de un banquero. Tras la muerte de su padre en 1929, la familia se mudó a California. Se graduó en la Long Beach Polytechnic High School.
Comenzó a actuar durante la secundaria en producciones teatrales amateur.

## Carrera
En abril de 1936, mientras trabajaba en una producción del Proyecto de Teatro Federal, fue descubierta por el cazatalentos de Warner Bros. Max Arnow, quien le ofreció un contrato. Su debut cinematográfico fue en 1937 con la película They Won't Forget.

## Vida personal
Dickson se casó con el famoso maquillador Perc Westmore el 20 de junio de 1938 en Santa Bárbara, California, y luego solicitó el divorcio el 17 de mayo de 1940. Su divorcio de mutuo acuerdo se concedió el 22 de junio de 1941 en Los Ángeles, California.
Su segundo matrimonio, a finales de 1941, fue con el director de cine Ralph Murphy, de quien se divorció en 1944.
Más tarde, en 1944, se casó con William Fitzgerald, un exboxeador con quien permaneció casada hasta su muerte a los 27 años, el 10 de abril de 1945.

## Muerte
Dickson murió durante un incendio el 10 de abril de 1945 en la casa de Los Ángeles que alquilaba al actor Sidney Toler, provocado por un cigarrillo sin apagar que incendió un sillón mullido en la planta principal, mientras ella dormía en el piso de arriba. Su cuerpo y el de su perro fueron encontrados en el cuarto de baño, y se supone que intentó escapar por la ventana del cuarto de baño. Murió por asfixia; las llamas le quemaron los pulmones y su cuerpo sufrió quemaduras de primer y segundo grado.

## Filmografía parcial
| - They Won't Forget (1937) - Sybil Hale - Talent Scout (1937) - Rubia en autobús (sin acreditar) - Gold Diggers in Paris (1938) - Mona Verdivere - Racket Busters (1938) - Nora Jordan - Secrets of an Actress (1938) - Carla Orr - Heart of the North (1938) - Joyce MacMillan - They Made Me a Criminal (1939) - Peggy - Waterfront (1939) - Ann Stacey - The Cowboy Quarterback (1939) - Evelyn Corey - No Place to Go (1939) - Gertrude Plummer - On Your Toes (1939) - Peggy Porterfield - Private Detective (1939) - Mona Lannon | - King of the Lumberjacks (1940) - Tina Martin Deribault - Tear Gas Squad (1940) - Jerry Sullivan - I Want a Divorce (1940) - Wanda Holland - This Thing Called Love (1940) - Florence Bertrand - The Big Boss (1941) - Sue Peters - Mercy Island (1941) - Leslie Ramsey - The Affairs of Jimmy Valentine (1942) - Cleo Arden - Power of the Press (1943) - Edwina Stephens - Lady of Burlesque (1943) - Dolly Baxter - The Crime Doctor's Strangest Case (1943) - Mrs. Keppler / Evelyn Fenton Cartwright - Rationing (1944) - Miss McCue (último papel cinematográfico) |

## Créditos en teatro
- Wise Tomorrow  (1937)